# Théo Menant
Pour les articles homonymes, voir Menant.
Théo Menant, né le 27 octobre 1997 à Guéret, est un coureur cycliste français.

## Biographie
Théo Menant est originaire de Guéret, chef-lieu du département de la Creuse. Après avoir pratiqué le football, il commence le cyclisme en 2013 alors qu'il se trouve en catégorie cadets (moins de 17 ans),. Il prend sa première licence au club Creuse Oxygène, tout en intégrant le Pôle Espoir de Guéret. Son grand frère Corentin a également été coureur cycliste au niveau amateur. 
En 2015, il se distingue en devenant champion de France sur route dans la catégorie juniors (moins de 19 ans). Il s'impose également sur une étape de la Ronde des vallées, et termine troisième du Tour de l'Abitibi. En fin de saison, il est sélectionné en équipe nationale pour disputer les championnats du monde de Richmond, où il se classe 57e.
Après une saison 2016 gâchée par une mononucléose, il s'impose en première catégorie en 2017, grâce à ses qualités de sprinteur. En 2018, il rejoint le club Vendée U, centre de formation de l'équipe Direct Énergie. Mais il joue de malchance en se fracturant le radius et le cubitus au printemps, après une chute au Triptyque des Monts et Châteaux. Il parvient toutefois à briller dans le calendrier amateur français. L'année suivante, il s'impose à quatre reprises, notamment au Tour du Maroc. Il devient ensuite stagiaire en fin d'année 2020 chez Total Direct Énergie, sans toutefois parvenir à décrocher un contrat professionnel. 
En 2021, il obtient trois victoires et diverses places d'honneur. Il gagne une étape du Tour  de la Guadeloupe, inscrit au calendrier UCI. Ses performances restent néanmoins insuffisantes pour passer professionnel chez Total Énergie en 2022. Théo Menant quitte alors le Vendée U pour rejoindre la formation LMP-La Roche Vendée Cyclisme, en National 2. Dans le même temps, il effectue un BP JEPS en alternance pour préparer sa reconversion.

## Palmarès et résultats

### Palmarès par année
- 2012
  - 3e du championnat du Limousin de cyclo-cross cadets
- 2013
  - Champion du Limousin sur route cadets
  - 3e du championnat du Limousin du contre-la-montre cadets
- 2014
  - La Barjot Berry
  - 2e du Trophée de la Ville de Châtellerault
  - 2e du championnat du Limousin sur route juniors
- 2015
  -  Champion de France sur route juniors
  - Champion du Limousin sur route juniors
  - Champion de la Creuse sur route juniors
  - Ronde du Printemps
  - 3e étape de la Ronde des Vallées
  - 2e des Boucles de Seine-et-Marne
  - 3e du Tour de l'Abitibi
- 2016
  - Champion du Limousin sur route espoirs
  - Champion du Limousin en 2e catégorie
- 2017
  - Nocturne des Ponts de Limoges
  - Mémorial d'Automne
- 2018
  - 6e étape du Circuit des plages vendéennes
  - Grand Prix des Grattons
  - 2e du Circuit de la vallée de la Loire
- 2019
  - 5e étape du Circuit des plages vendéennes
  - 5e étape du Tour du Maroc
  - 3e étape du Tour de Liège
  - 2e étape de la Boucle de l'Artois
  - 2e des Boucles Guégonnaises
- 2021
  - Vienne Classic
  - Trophée Maxime Méderel - Saint-Sulpice-les-Feuilles
  - 9e étape du Tour cycliste international de la Guadeloupe
  - 2e du Grand Prix Gilbert-Bousquet
  - 2e du Grand Prix de La Couronne
  - 3e du Grand Prix de Buxerolles
  - 3e du Grand Prix d'Availles-Limouzine
- 2022
  - Circuit des plages vendéennes : 
    - Classement général
    - 1re épreuve

  - 3e épreuve du Trophée Maxime Médérel
  - Boucles Dingéennes
  - 2e étape des Boucles de la Charente-Maritime
  - Grand Prix de Neufchâtel-en-Saosnois
  - Tour du Pays Lionnais
  - Prologue du Tour de Loire-Atlantique
  - Tour d'Erdre et Gesvres
  - 3e des Boucles de la Charente-Maritime
- 2023
  - Vienne Classic
  - 2eb, 7e et 9e étapes du Tour de Guyane

### Classements mondiaux
| Année                                 | 2019  | 2020 | 2021  |
| ------------------------------------- | ----- | ---- | ----- |
| Classement mondial                    | 2076e | nc   | 1740e |
| UCI Europe Tour                       | 1357e | nc   | 1198e |
|                                       |       |      |       |
| Légende : nc = non classéSource : UCI |       |      |       |